# جیمز کانلی (بازیکن فوتبال)
جیمز کانلی (انگلیسی: James Connolly؛ زادهٔ ۲ نوامبر ۲۰۰۱) بازیکن فوتبال است.